# Yannis Stavrou
Yannis Stavrou est un peintre grec. Il est né à Thessalonique, en Grèce, en 1948. Il a étudié à l'École des Beaux-Arts à Athènes, et a suivi les ateliers de sculpture. Il vit et travaille à Athènes. 
Il a participé à plusieurs expositions collectives et a exposé individuellement 28 fois. Ses œuvres se trouvent au sein de collections privées et publiques, en Grèce comme à l'étranger.

## Expositions individuelles
- 1978, Medusa, Athènes
- 1979, Atelier, Larissa
- 1980, Medusa, Athènes
- 1985, Epoches, Kifissia - Athènes
- 1987, Epoches, Kifissia - Athènes
- 1995, Image, Athènes
- 1996, Mairie d'Hydra
- 1996, Monohoro, Athènes
- 1996, Banque de Grèce, Athènes
- 1997, al Andar, Institut Latino-américain de Culture, Athènes
- 1997, Mairie d'Hydra
- 1998, Ianos, Exposition des peintures faites pour la collection poétique "Ville" de Harry Klynn, Thessalonique
- 1998, Mairie d'Hydra
- 1998, Ianos, Thessalonique
- 1999, Image, Athènes
- 1999, Mairie d'Hydra
- 2000, Kivotos, Hydra
- 2000, Ianos, Thessalonique
- 2001, Stoa tou vivliou, Athènes
- 2001, Kivotos, Hydra
- 2002, Ianos, Thessalonique
- 2002, Piraeus Marine Club, Pirée
- 2002, Kivotos, Hydra
- 2003, Kivotos, Hydra
- 2004, Kivotos, Hydra
- 2004, Metamorfosis, Thessalonique
- 2008, Fotopoulou Gallery, Maroussi
- 2008, Arktos Gallery, Athènes
- 2009, Ianos, Thessalonique

## Citations

### de Stavrou
- « Les bateaux ont toujours été comme des piliers dans ma vie et dans mon œuvre. Très tôt je me suis familiarisé avec ces lourdes bêtes métalliques qui errent, infatigables, à travers les mers. Je les ai aimés. Je me suis attaché à cette présence mystérieuse de leur masse obscure au crépuscule. »
- « Je peins les proues des bateaux. C'est à mes yeux l'élément dynamique de leurs formes, leur identité. S'ils étaient hommes, ce serait leur visage. Ce qui présente ou trahit tous les traits de leur origine et de leur comportement. L'élément même qui se bat contre le monde tout-puissant de l'eau. »

### à propos de Stavrou
- « Yannis Stavrou est le peintre du toucher métaphysique de la ville. Faisant partie de la génération chanceuse de ceux qui ont vécu les moments déchirants des centres urbains grecs, notamment à Thessalonique, il nous conduit aux mythes imagés de notre enfance. Au port du Thermaikos, où se dressent les formes des bateaux de métal massif à travers le brouillard humide du petit matin. Dans les ruelles montantes du quartier avec les reflets de ses maisons. Sur les vitres de leurs fenêtres on peut voir le reflet du lampadère et les premiers rayons du soleil levant. Enfin, il nous conduit au réveil matinal du centre-ville. Et là, à travers les beaux immeubles de l'après-guerre et leur allure cosmopolite, on voit apparaître dans la semi-obscurité la silhouette élégante du tram. »

Dr Manos G.Biris, professeur d'Histoire d'Architecture à l'École Polytechnique d'Athènes